# The Handy Man (1923)
The Handy Man é um curta-metragem de comédia mudo norte-americano, realizado em 1923, com o ator cômico Oliver Hardy.

## Elenco
- Stan Laurel
- Merta Sterling
- Otto Fries
- Harry Mann
- Babe London